# Порента, Янез
Янез Порента (словен. Janez Porenta, 3 июня 1896 — июнь 1942) — югославский гимнаст, призёр Олимпийских игр.
Янез Порента родился в 1896 году в Любляне (Австро-Венгрия), был активным участником Сокольского движения. В 1924 году он принял участие в Олимпийских играх в Париже. Тогда он не завоевал никаких медалей, но в командном первенстве югославская сборная по гимнастике заняла четвёртое место. В 1928 году на Олимпийских играх в Амстердаме Янез Порента завоевал бронзовую медаль в составе сборной Югославии.
После начала Второй мировой войны стал членом Освободительного фронта Словении. В 1942 году был арестован итальянскими оккупационными властями и в июне 1942 года расстрелян в Любляне.